# ワータネン彗星
ワータネン彗星（ウィルタネン彗星、英語: 46P/Wirtanen）は、1948年にカール・ワータネンが発見した、公転周期5.4年の周期彗星である。彗星探査機ロゼッタの当初の目標だった。核の直径は1.2 kmと推定されている。2019年12月には宇宙望遠鏡TESSによりこの彗星のアウトバースト(急激な増光)がかなり細かく捕らえられたことが報告された。

## 発見
ワータネン彗星は、1948年1月17日、アメリカ・カリフォルニア州のリック天文台の天文学者カール・ワータネンが写真で発見した。発見された当時は16等であった。

## 近日点通過
2013年の回帰では観測に不向きであったためほとんど観測されず、見かけの等級も17.5等程度にしかならなかった。
2018年の回帰ではワータネン彗星は地球に0.0775 auまで接近したため、4等前後にまで達した。また、このときの接近はこの70年間における彗星の地球への接近の中で10番目に近いものだった。この回帰の際には世界的に観測を勧める運動も行われた。

## 探査計画
ヨーロッパ宇宙機関 (ESA) の探査機ロゼッタの当初の計画では、2003年1月12日に打ち上げられ、2011年にワータネン彗星に着陸機を降ろす予定だった。しかし、2002年12月11日のアリアン5ロケット爆発事故で打ち上げが遅延したため、目標はチュリュモフ・ゲラシメンコ彗星に変更された。
計画変更前の2001年12月には、チリのパラナル山にあるヨーロッパ南天天文台 (ESO) の超大型望遠鏡VLT (Very Large Telescope) で、ワータネン彗星が詳細に観測された。その結果、核の直径が1.2kmであること、着陸を妨げるダストが周囲にほとんどないことがわかった。
また、ワータネン彗星はディスカバリー計画の1ミッションとして提案されたComet Hopper（英語版）の探査対象となった。2012年にはインサイト、タイタン表層海探査とともに最後の3つにまで選ばれたが、最終的にはインサイトが選ばれた。Comet Hopperはスターリング放射性同位体発電機を用いる予定だった。
Comet Hopperは7.3年に及ぶ探査が計画されていた。太陽から4.5 auの位置ではワータネン彗星とランデブーし、核表面やコマから放出されるガス・ダストの描写が予定されていた。また、核の構造や地質学的な過程、コマの構造の解明なども見込まれていた。
ワータネン彗星に到着した後は接近して着陸し、その後別の場所に跳ぶ。太陽に近づくのとともに何度も飛び跳ねて探索する。最終的には太陽から1.5 auの地点まで探索を続ける。

## うお座の流星群との関連性
ロシアのMikhail Maslovは2012年の12月10日から14日の間に4回ほどワータネン彗星のダストトレイルと地球の軌道が交差すると予測した。これまでにないことであるため流星群が現れるかどうかは不明であるが1時間での出現数は30程度ではないかと推測された。これについてオーストラリアでは14日に放射点がうお座の流星群が12ほど現れた。

## ギャラリー

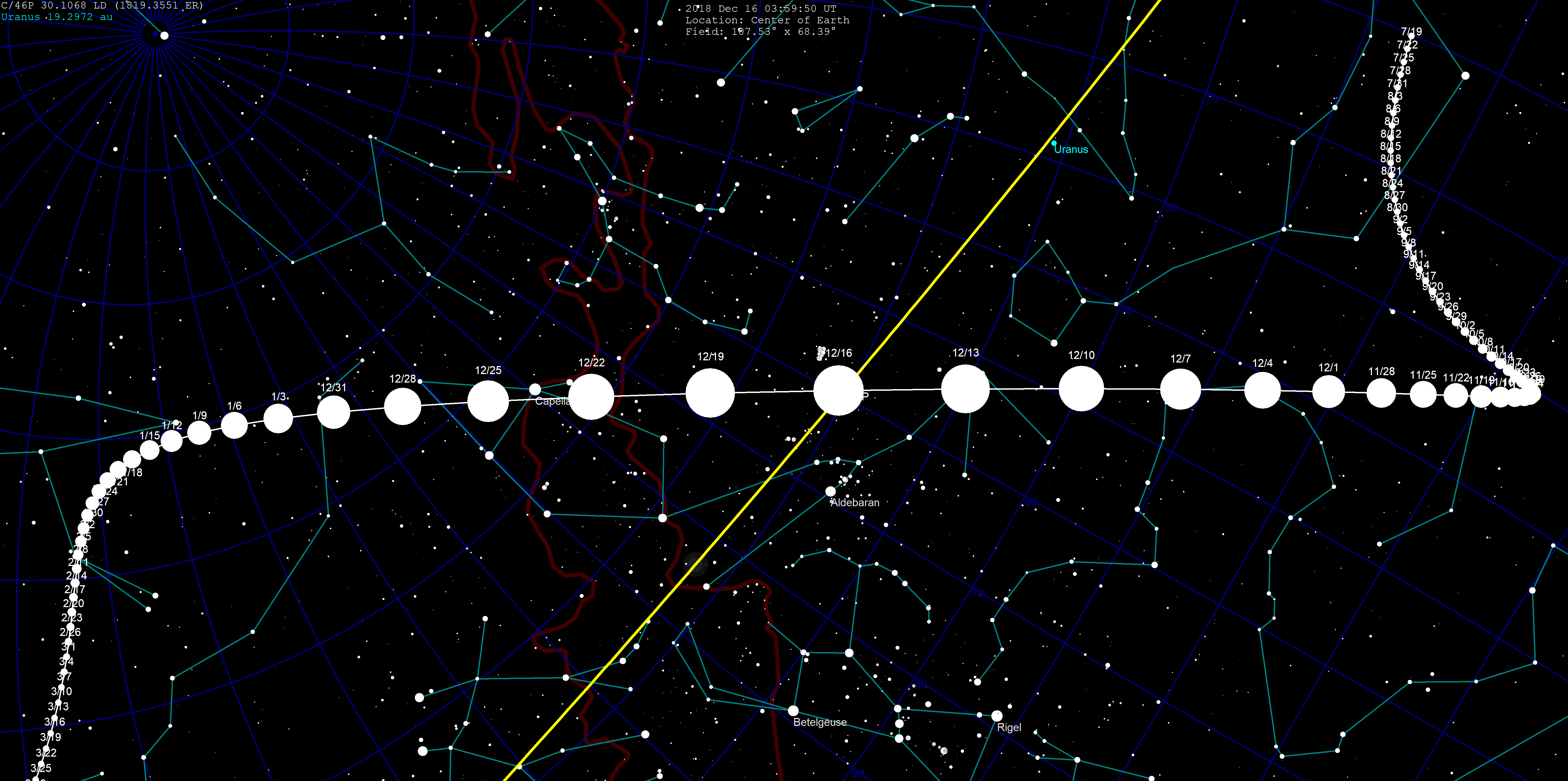
2018年の回帰におけるワータネン彗星の天球上の位置。各円の大きさは地球との距離に対応している（大きいほど近い）。
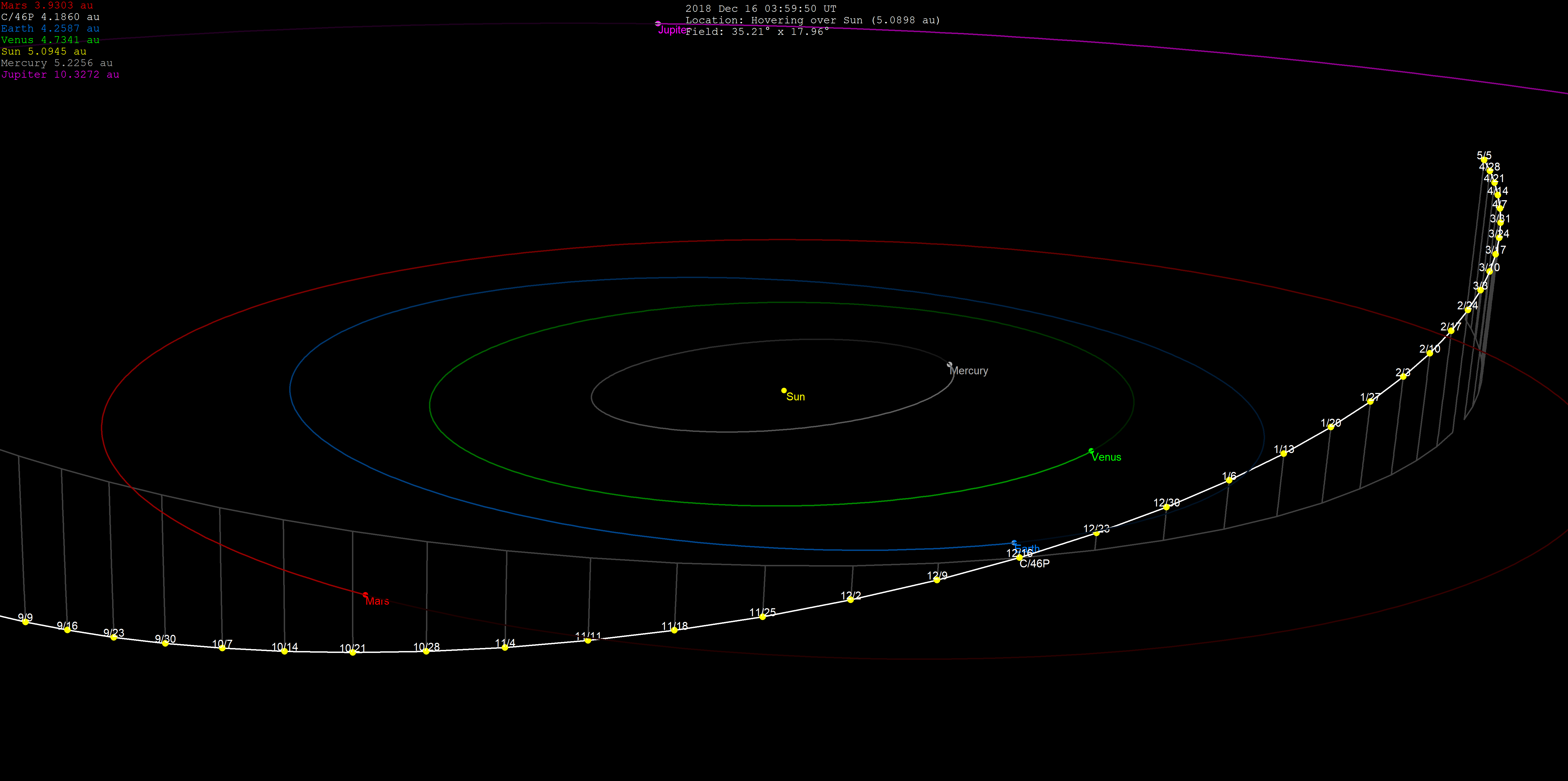
ワータネン彗星の接近前後の軌道。黄道を横切る2018年12月16日にちょうど地球と一番近い地点になる。
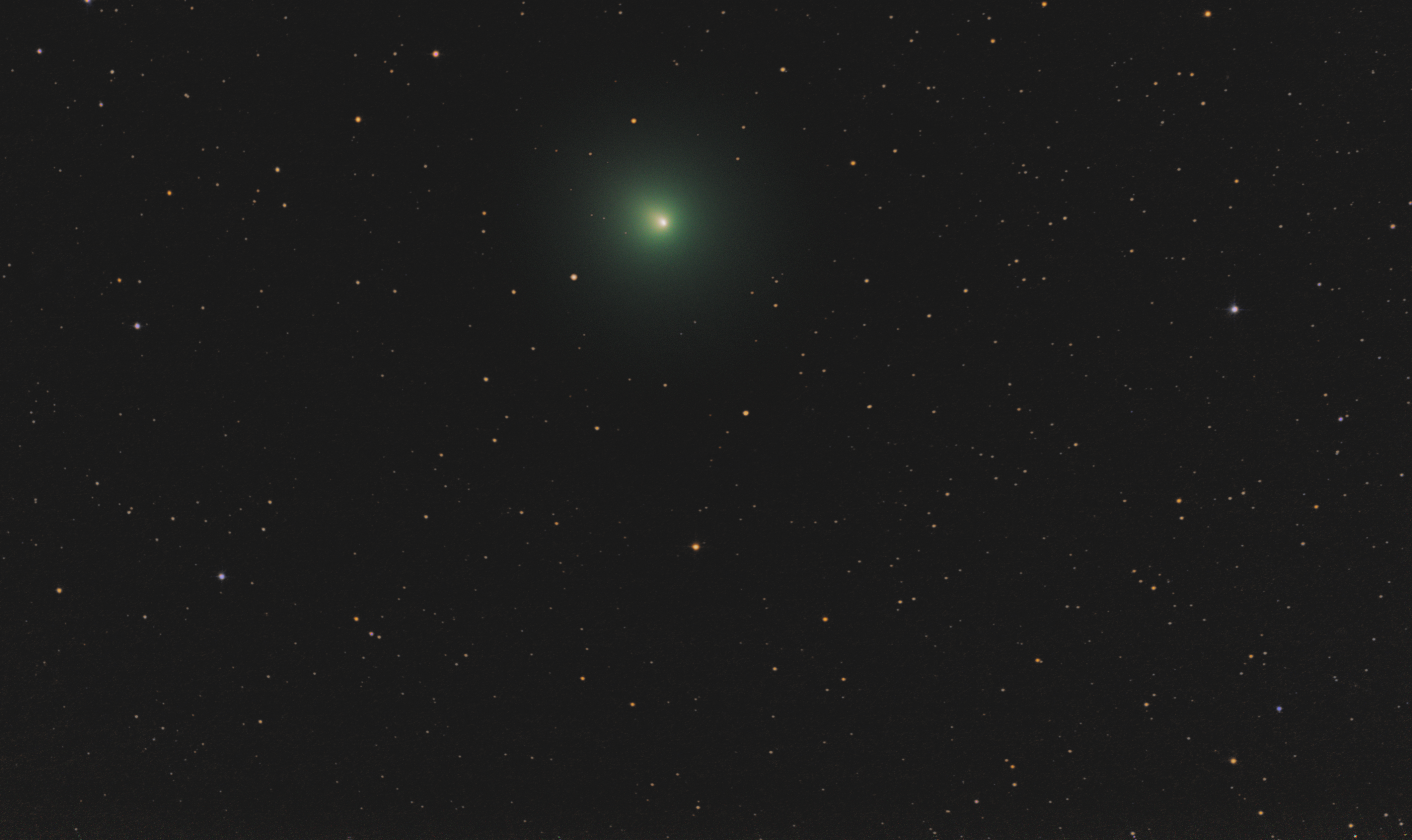
2018年12月12日に撮影されたワータネン彗星。
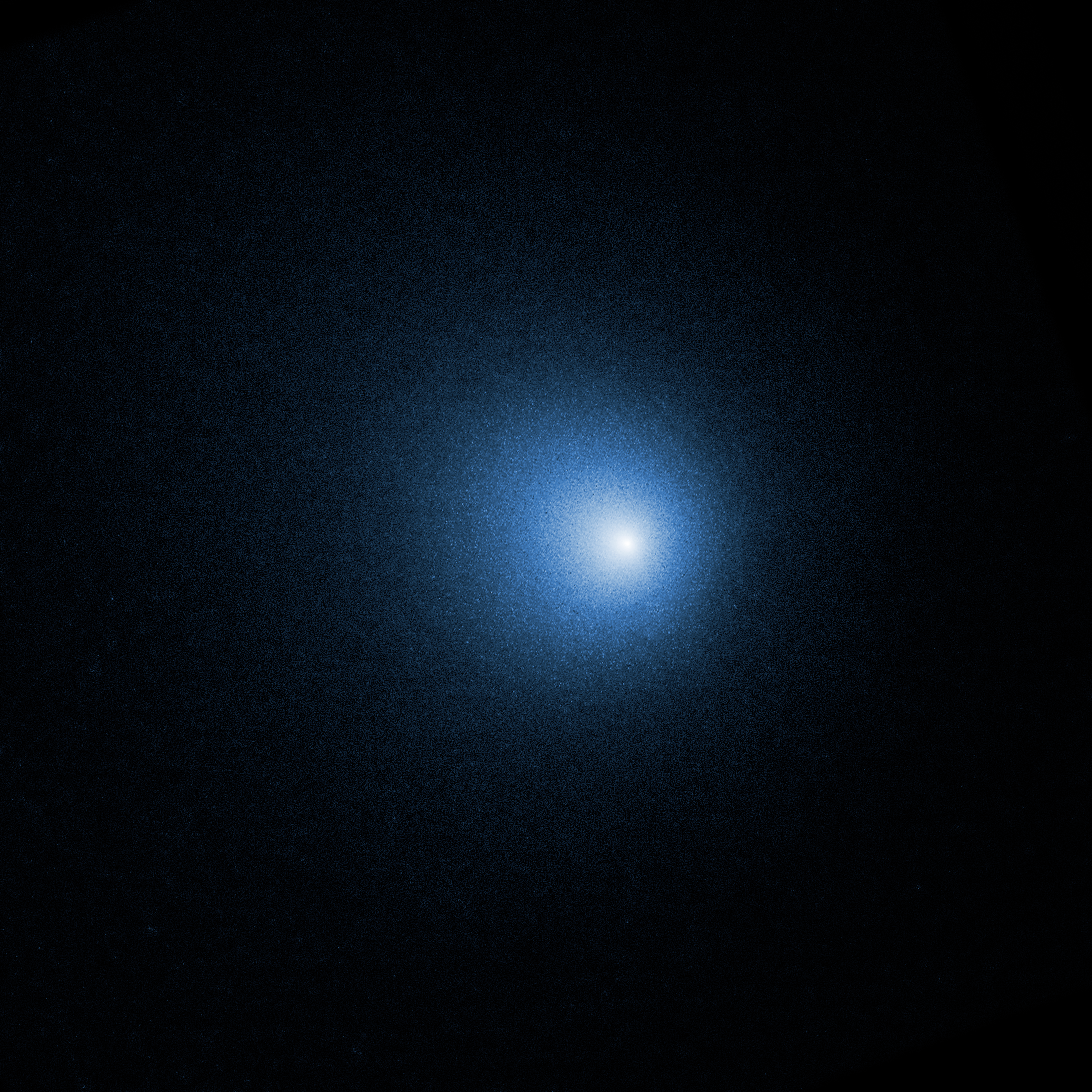
ハッブル宇宙望遠鏡により2018年12月13日に撮影されたワータネン彗星。
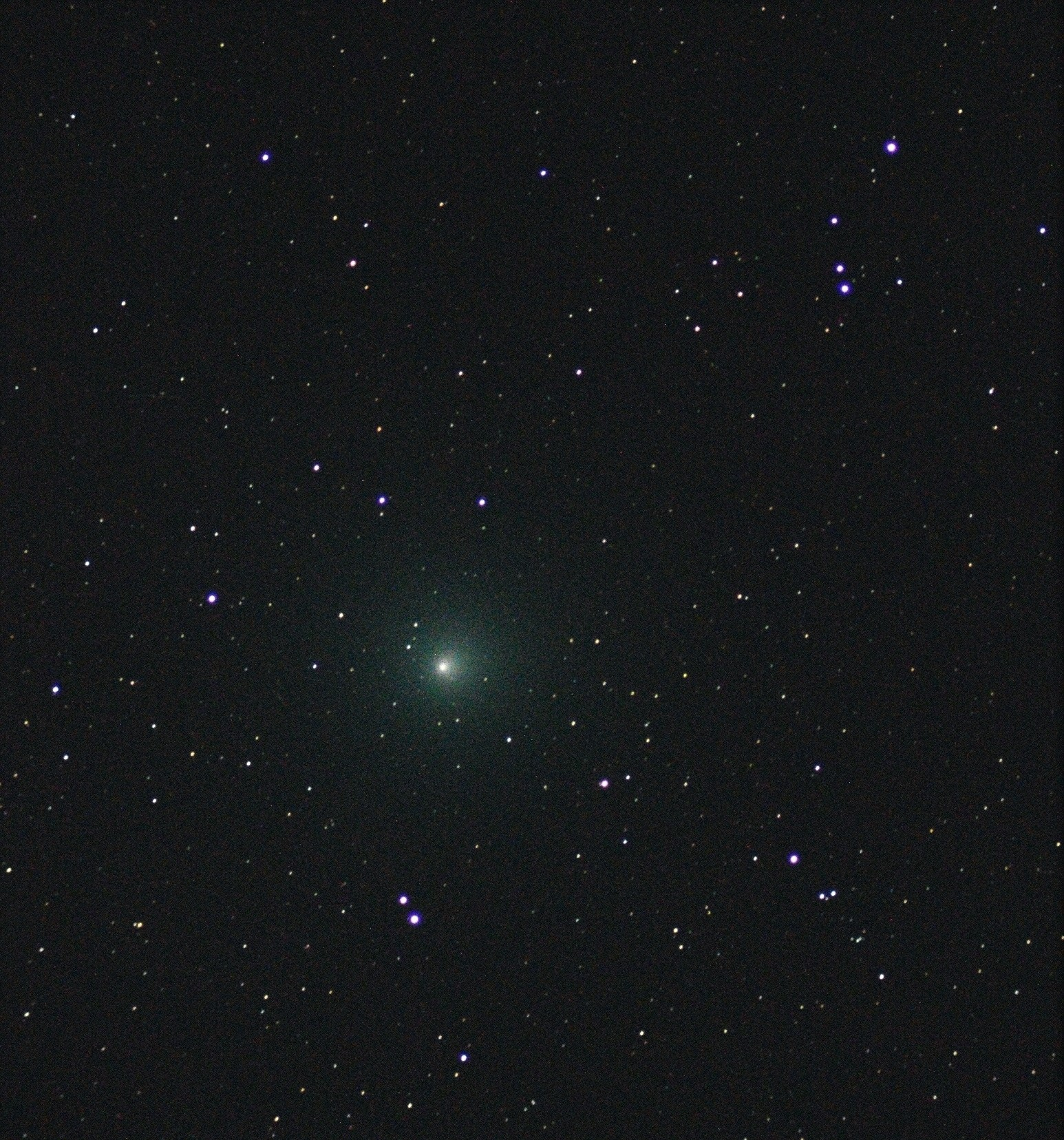
アルゼンチンで2018年12月16日に撮影されたワータネン彗星。
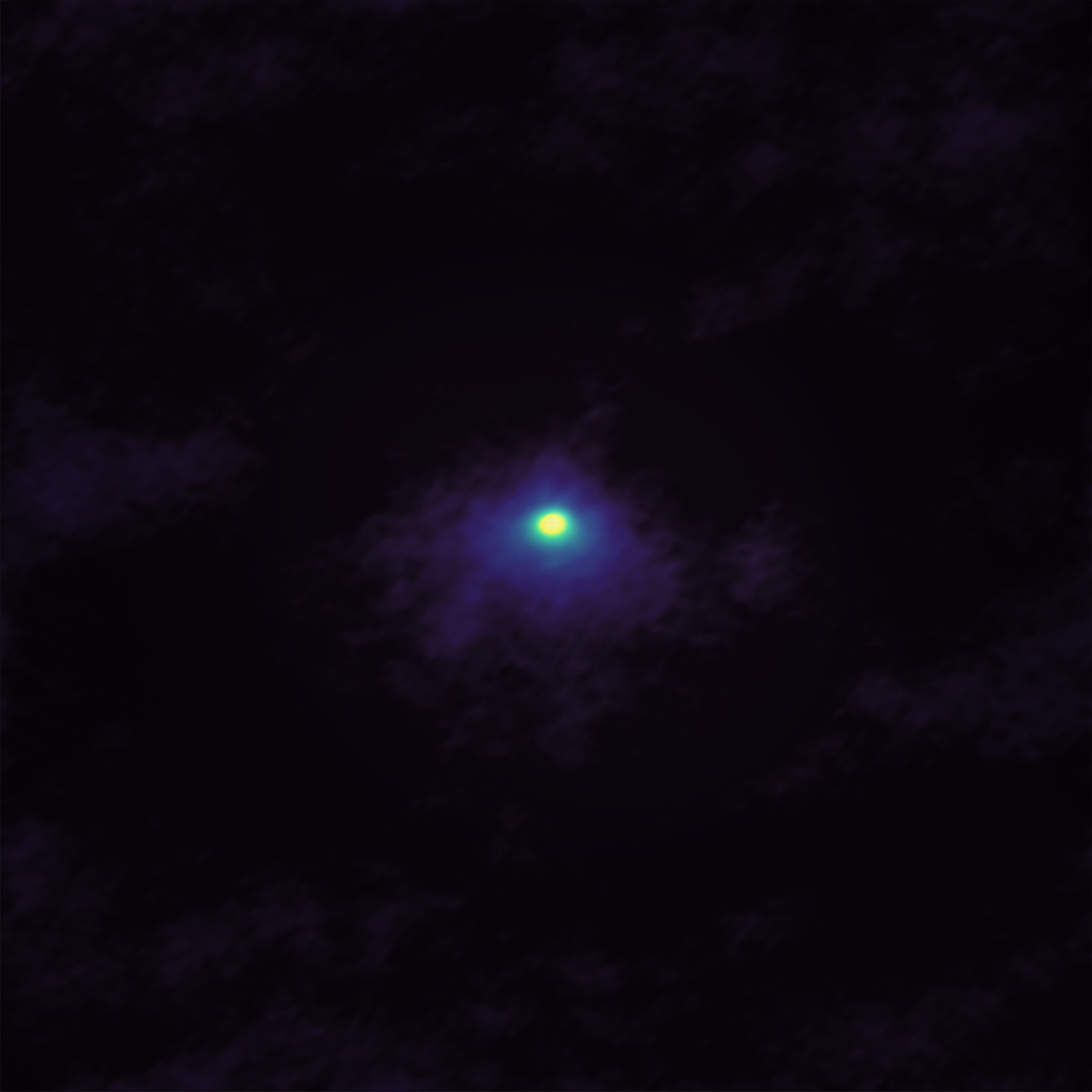
アタカマ大型ミリ波サブミリ波干渉計で撮影されたワータネン彗星。
アレシボ天文台のレーダー観測により得られた画像。